# Kröten-Binse
Die Kröten-Binse (Agathryon bufonium (L.) Záv. Drábk. & Proćków, Syn.: Juncus bufonius L.), oder Gewöhnliche Kröten-Binse genannt, ist eine Pflanzenart innerhalb der Familie der Binsengewächse (Juncaceae).

## Beschreibung

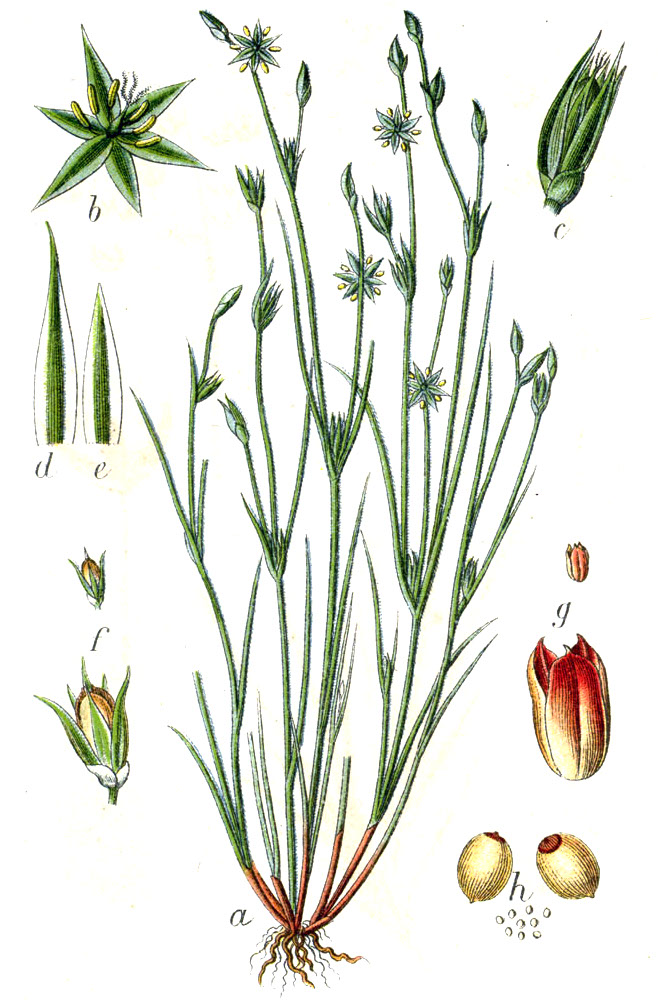
Illustration

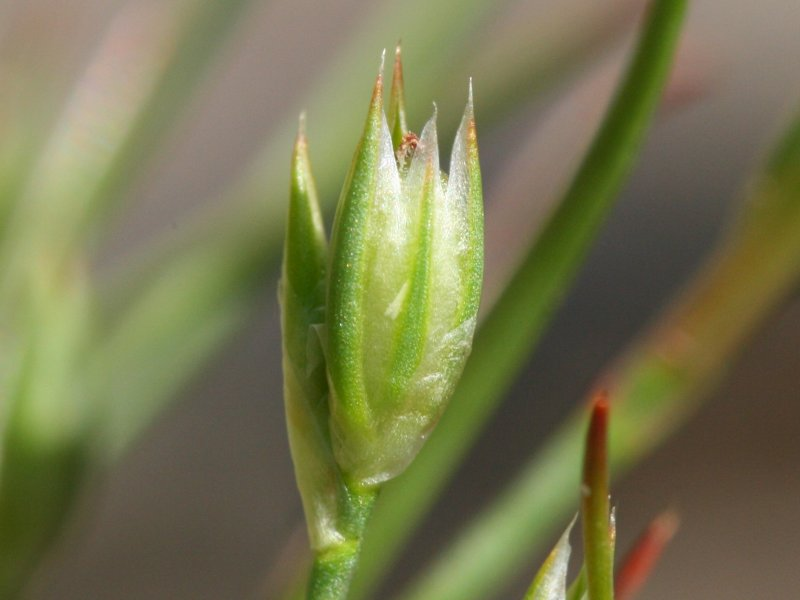
Ausschnitt eines Blütenstandes

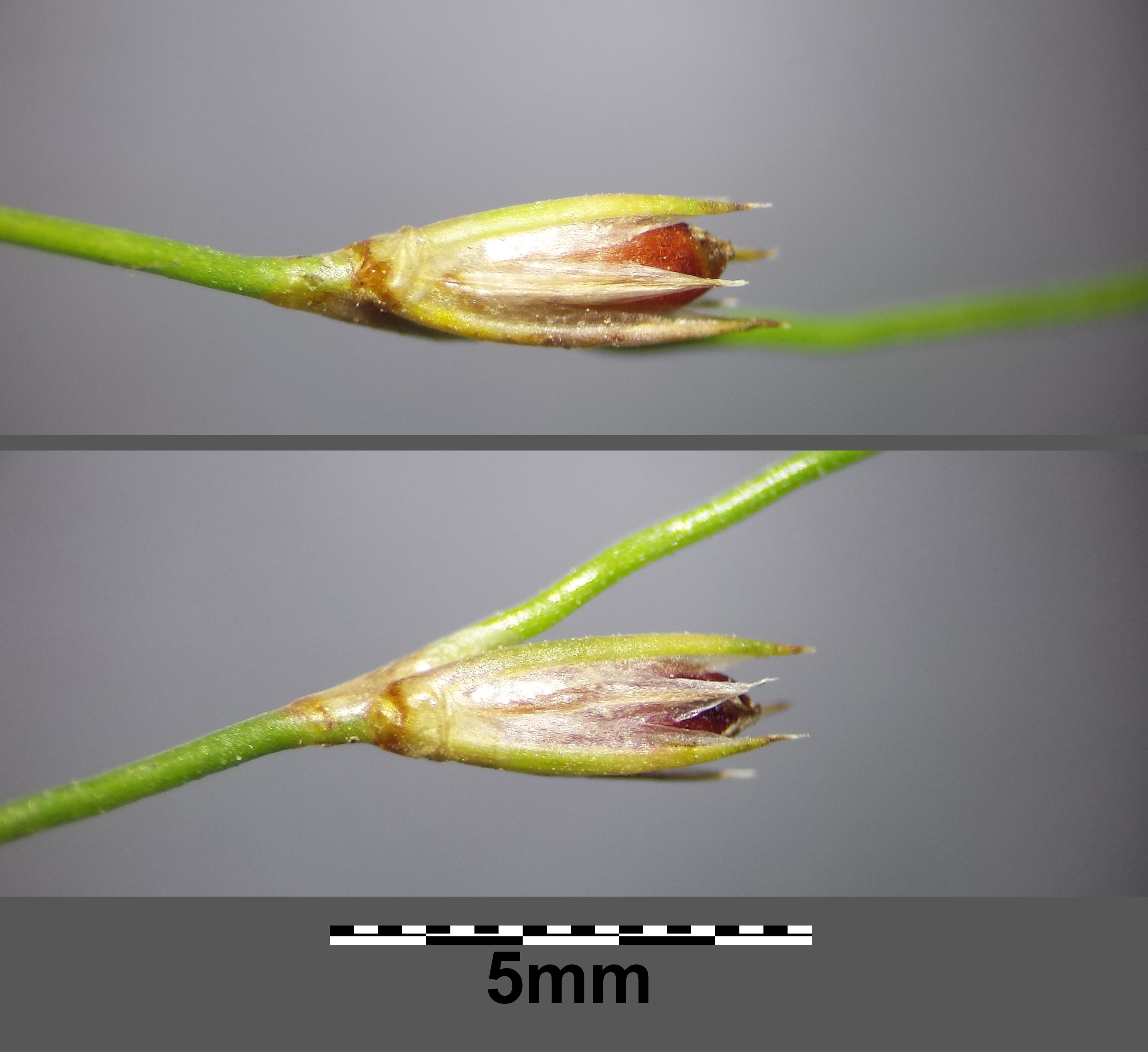
Frucht

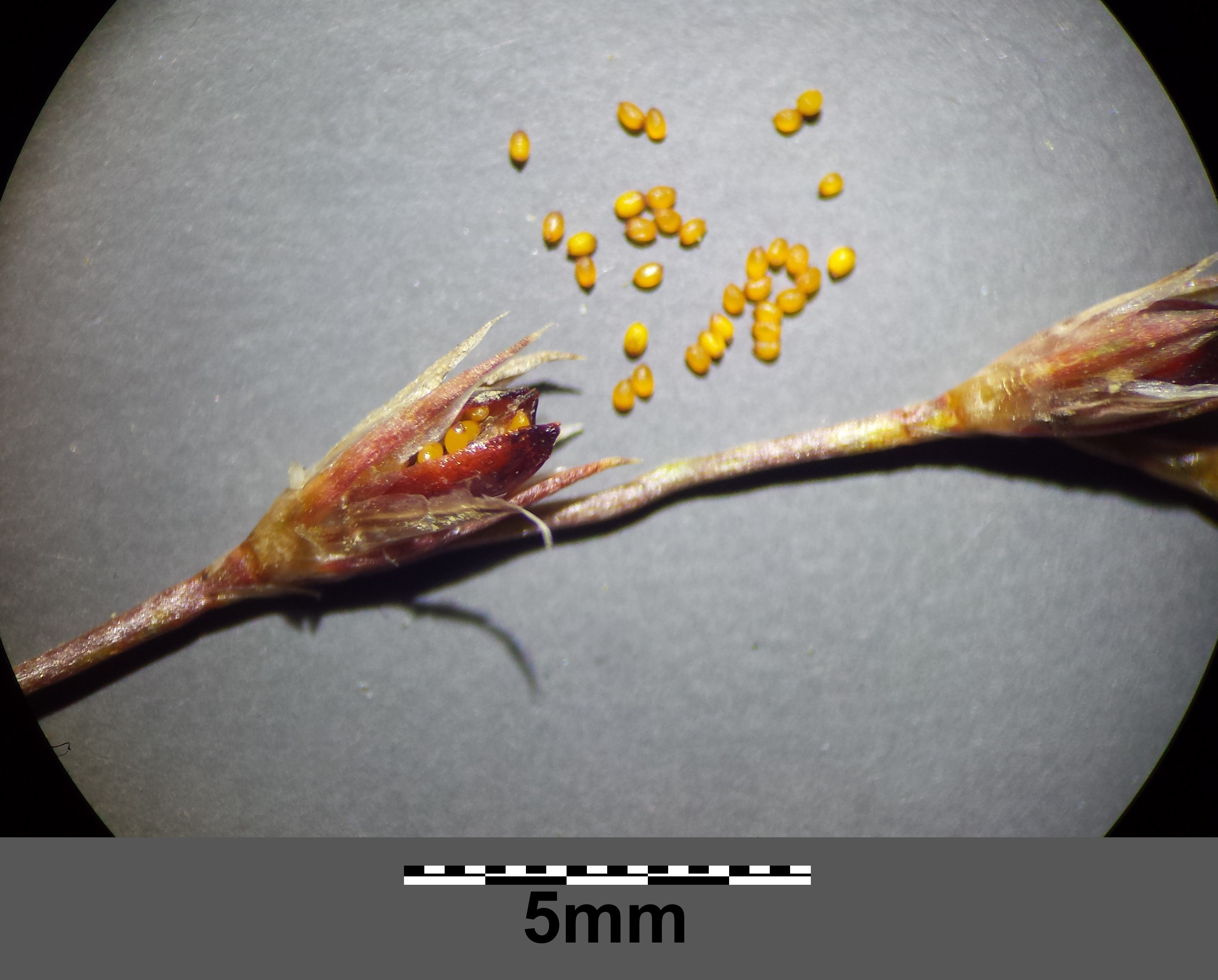
Geöffnete Frucht mit Samen

### Vegetative Merkmale
Die Kröten-Binse ist eine einjährige krautige Pflanze, die Wuchshöhen von 3 bis 30 Zentimetern erreicht. Sie wächst ohne Ausläufer vom Grund an büschelig verzweigt und bildet kleine Horste. Die runden, glatten und beblätterten Stängel sind schlaff, häufig niederliegend oder aufrecht. Die Laubblätter sind in Blattscheide und Blattspreite gegliedert. Die Blattscheiden sind gelb bis rot-braun und besitzen keine Blattöhrchen. Die Blattspreite ist schmal und flach und besonders im oberen Bereich fadenförmig ausgebildet.

### Generative Merkmale
Die Blütezeit erstreckt sich von Juni bis September. Der lockere schon im unteren Bereich des Stängels beginnende Blütenstand ist eine wenig- bis vielblütige Spirre. Die Blüten stehen einzeln, seltener in Gruppen. Die weißlich-grünen Blütenhüllblätter sind bei einer Länge von 4 bis 7,5 Millimeter lanzettlich mit zugespitztem oberen Ende und hautrandig, wobei die äußeren etwas länger sind als die inneren und tragen einen grünen Mittelstreif. Es sind sechs, selten drei bis vier Staubblätter vorhanden. Die drei hellen Narben sind gestreckt.
Die bei einer Länge von 3 bis 5 Millimetern länglich-eiförmige Kapselfrucht ist am oberen Ende stumpf dreikantig und etwas kürzer als die inneren Blütenhüllblätter. Die Samen sind etwa 0,3 Millimeter lang.
Die Chromosomenzahl beträgt 2n = 30 oder 34, 80 oder 106.

## Ökologie
Die Kröten-Binse ist sommerannuell.
Die Gipfelblüten bleiben meist geschlossen, sie zeigen Kleistogamie. Neben den Blüten können sich im Blütenbereich Brutsprosse entwickeln, das heißt, es liegt Pseudoviviparie vor.
Die Samen sind klein und nur 0,02 mg schwer, bei Nässe sehen sie durch die schleimig aufgequollene Samenschale aus wie der Laich von Kröten. Es findet typische Trittausbreitung statt, da die Klebsamen an Füßen und Schuhen haften bleiben; dazu kommt die Ausbreitung mit Erde durch Wasservögel.

## Vorkommen
Die Kröten-Binse ist fast weltweit verbreitet. In Europa kommt sie in fast allen Ländern vor und fehlt nur in Moldau.
In den Allgäuer Alpen steigt die Kröten-Binse im Tiroler Teil an der Krinnenspitze bis zu einer Höhenlage von 2000 Meter auf.
Sie besiedelt feuchte und offene Standorte an Gewässerufern, in kurzlebigen Schlammboden-Pionierfluren, feuchten Ruderalstellen, nassen Äcker sowie kurzlebigen Unkrautfluren. In Mitteleuropa ist sie eine Isoeto-Nanojuncetea-Klassencharakterart.
Die ökologischen Zeigerwerte nach Landolt et al. 2010 sind in der Schweiz: Feuchtezahl F = 4w+ (sehr feucht aber stark wechselnd), Lichtzahl L = 4 (hell), Reaktionszahl R = 3 (schwach sauer bis neutral), Temperaturzahl T = 3+ (unter-montan und ober-kollin), Nährstoffzahl N = 3 (mäßig nährstoffarm bis mäßig nährstoffreich), Kontinentalitätszahl K = 3 (subozeanisch bis subkontinental), Salztoleranz = 1 (tolerant).

## Taxonomie und Systematik
Die Erstveröffentlichung erfolgte 1753 unter dem Namen (Basionym) Juncus bufonius durch Carl von Linné in Species Plantarum, Tomus I, Seite 328. Ein Synonyme für Juncus bufonius L. sind: Cyperus bufonius (L.) Maack ex Trautv., Schoenus ferrugineus Krock. nom. illeg., Tenageia bufonia (L.) Fourr., Juncus bufonum Bubani nom. superfl., Juncus aletaiensis K.F.Wu, Juncus bilineatus Gand., Juncus cespifolius Raf., Juncus creticus Raf., Juncus erythropodus V.I.Krecz., Juncus fasciatus Lojac., Juncus istriacus Gand., Juncus juzepczukii V.I.Krecz. & Gontsch., Juncus leptocladus Hayata, Juncus plebeius R.Br., Juncus prolifer Kunth, Juncus pumilus Raf., Juncus bufonius subsp. juzepczukii (V.I.Krecz. & Gontsch.) Soó, Juncus bufonius var. alpinus Schur, Juncus bufonius var. capillaris Rchb., Juncus bufonius var. compactus Čelak., Juncus bufonius var. congestus Wahlb., Juncus bufonius var. dolichophyllus Zapał., Juncus bufonius var. filiformis Lojac., Juncus bufonius var. gracilis St.-Amans, Juncus bufonius var. gramineus Lojac., Juncus bufonius var. grandiflorus Schult. & Schult. f., Juncus bufonius var. juzepczukii (V.I.Krecz. & Gontsch.) Vorosch., Juncus bufonius var. laxus Čelak., Juncus bufonius var. minimus Gray, Juncus bufonius var. procerior Roth, Juncus bufonius var. pumilio Griseb., Juncus bufonius var. repens Mérat, Juncus bufonius var. subauriculatus Buchenau, Juncus bufonius var. suffocatus Lojac., Juncus bufonius var. susianus Nábelek, Juncus bufonius var. tuberifer Krylov, Juncus bufonius var. typicus Husn., Juncus bufonius var. viviparus Gray. Die Neukombination zu Agathryon bufonium (L.) Záv. Drábk. & Proćków erfolgte 2023 durch Jaroslaw Proćków und Lenka Záveská Drábková in A revision of the Juncaceae with delimitation of six new genera: nomenclatural changes in Juncus. In: Phytotaxa, Volume 622, Issue 1.
Manche Autoren unterscheiden noch eine verwandte Art:
- Kleinste Binse (Juncus minutulus (Albert & Jahand.) Prain): Sie kommt in fast allen Ländern Europas vor und fehlt nur in Teilen der Balkanhalbinsel, in Irland, Island, Bulgarien, Rumänien, im Baltikum und in der Ukraine.[6] Sie hat eine andere Chromosomenzahl (2n = 70 bis 75)[10] als die Kröten-Binse, ist aber sonst von ihr morphologisch nicht trennbar.[11]

## Trivialnamen
Andere Trivialnamen sind oder waren Ackermies (Kärnten bei Glödnitz), Katerbat (Münsterland), Krötebinsen (Schlesien), Krötegras (Schlesien), Krottengras, Nätgras (Altmark), Poggengras (Schlesien) und Swienegras (Ostfriesland).